# Гимар, Мари-Мадлен
Мари́-Мадле́н Гима́р (фр. Marie-Madeleine Guimard; 1743, Париж — 1816, там же) — французская артистка балета XVIII столетия, первая танцовщица Королевской Академии музыки с 1762 по 1789 год.

## Творческая биография
Ещё пятнадцатилетним подростком в 1758 году Гимар была зачислена в кордебалет театра «Комеди Франсез». Через три года она переходит на работу в Королевскую академию музыки. Этот театр считался «приверженцем» устаревших балетных канонов, однако именно в нём танцовщицу ожидал первый большой успех. Несмотря на то, что Гимар не блистала красотой и была очень худа (не в пример большинству танцовщиц XVIII столетия), она снискала славу лёгкостью, непосредственностью и простотой исполнения.
В 1768 году Гимар — признанная «звезда» подмостков: она танцует главные партии в операх-балетах «Римские и греческие празднества», «Кастор и Поллукс», «Нинетта при дворе», «Капризы Галатеи». Сотрудничает Гимар и с Ж.-Ж. Новером — будущим реформатором балета. Он ставит с ней в Штутгарте балет «Ясон и Медея» (роль Креузы) (1763). Эту же партию она исполняла и в 1770 году в той же постановке Новерра, повторенной исполнителем главной партии Ясона Г. Вестрисом в Париже в Королевской академии музыки, но на музыку композитора Ла Борда.
Танцовщице особым образом покровительствовал князь де Субиз и многие другие вельможи: у Гимар была репутация куртизанки. Этот факт осуждался общественностью, что, однако, не мешало публике восхищаться сценическими талантами Гимар.
Мари-Мадлен была дружна с многими деятелями искусства, жившими тогда в Париже. Со знаменитым живописцем Жаном-Оноре Фрагонаром танцовщицу связывали самые тёплые отношения; находящаяся в Лувре картина Фрагонара, принадлежащая к категории так называемых «фантазийных портретов», долгое время считалась изображавшей Гимар (в конечном счёте эта атрибуция была опровергнута).
В 1780-х Гимар активно противодействовала назначению шевалье де Сен-Жоржа, «чернокожего Моцарта», родившегося на Гваделупе, директором Королевской академии музыки. В 1789 году она вышла замуж за танцовщика и балетмейстера Жана-Этьена Депрео.

## Образ в искусстве
Портрет Гимар с обозначением года её дебюта (1762), написанный Гюставом Буланже, располагается на фризе Танцевального фойе Гранд-Опера среди других двадцати портретов выдающихся танцовщиц Оперы конца XVII — середины XIX веков.
Судьбе танцовщицы посвящены роман Эдмона де Гонкура, изданный в 1894 году, и опера австрийского композитора Карла Прохазки «Мадлен Гимар», поставленная в 1930 году.